# Daig

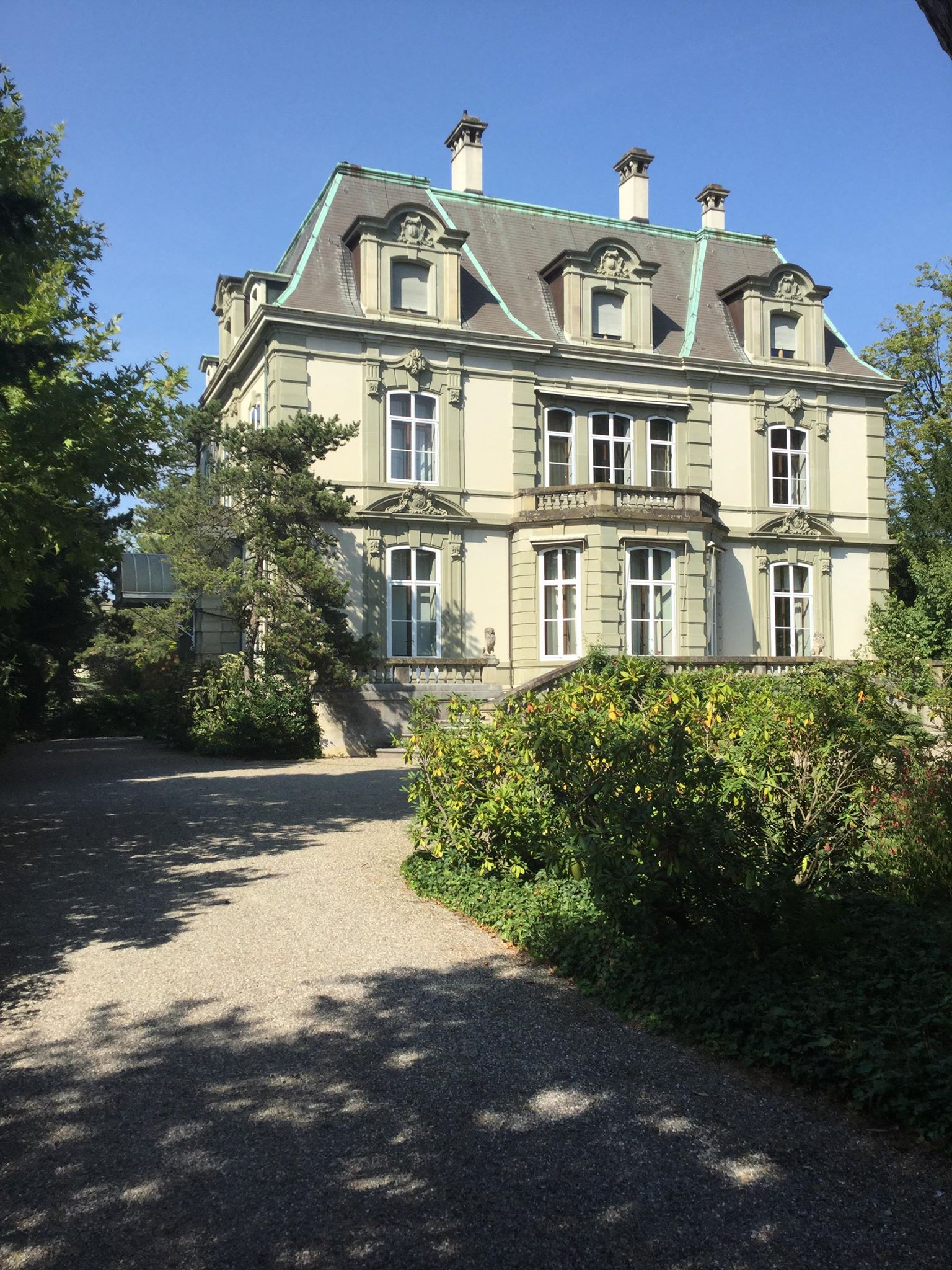
Das Gellert-Quartier war traditionellerweise mit dem Gros der Basler Patrizierfamilien assoziiert

Daig (ausgesprochen [dajg]; dt. «Teig») ist eine in Basel und im Rest der Deutschschweiz geläufige Bezeichnung für diejenigen Familien der Stadtbasler Oberschicht, die seit Generationen das Bürgerrecht besitzen. Es handelt sich um eine gesellschaftliche Gruppe, die auch gemäss der an der Universität Zürich lehrenden Soziologin Katja Rost durch eine ausgeprägte Selbstabgrenzung, sowohl abwärts (gegenüber Mittelstand und Unterschicht) als auch seitwärts (gegenüber «Neureichen»), gekennzeichnet sei. Die soziale Geschlossenheit und die Wirkungsmacht des «Daig» haben in der zweiten Hälfte des 20. Jahrhunderts sehr stark abgenommen und sind heute noch vor allem aus historischer Perspektive von Relevanz.

## Geschichte (19. Jahrhundert)
Die Ausdifferenzierung des «Daig» fand insbesondere im 19. Jahrhundert unter den Bedingungen der Industrialisierung und des massiven Bevölkerungswachstums statt und verlief gegenläufig zum Modernisierungsdruck. Ausgehend von der kriegerischen Kantonstrennung von 1833 während der Regeneration entwickelte sich im konservativ-patrizischen Grossbürgertum Basels eine bis ins 20. Jahrhundert hinein andauernde Distanz zur übrigen, nicht selten als bedrohlich angesehenen Einwohnerschaft. Dies konnte umso eher geschehen, da gerade durch den Verlust des Hinterlandes neue einheimische Eliten ländlicher oder kleinbürgerlicher Herkunft als Konkurrenz, aber auch als gesellschaftliche Verbindungsklammer weit weniger als anderswo in die Stadt strömten.
Ökonomisch war der «Daig» in den frühneuzeitlichen Wirtschaftsaktivitäten Basels verwurzelt, d. h. im Warengrosshandel und Bankwesen sowie in der Seidenbandfabrikation, die noch bis zu Beginn des 20. Jahrhunderts eine Akkumulation ausserordentlichen Reichtums ermöglichte. Seine politische Heimat erhielt der «Daig» während der Ausbildung der Parteienlandschaft im 19. Jahrhundert in der Konservativen Partei (ab 1902 «Liberale Partei», heute Liberal-Demokratische Partei), die bis zur Verfassungsreform von 1875 den Stadtkanton politisch beherrschte und dann vom Freisinn abgelöst wurde. Parallel zum politischen erlebte der «Daig» bis zum Ersten Weltkrieg auch einen wirtschaftlich-gesellschaftlichen Bedeutungsverlust infolge der Ablösung der Seidenbandindustrie durch die chemische Industrie (die meist von Zugezogenen aufgebaut und geleitet wurde), durch das Aufkommen der Aktiengesellschaften und durch die weitere soziale und kulturelle Demokratisierung; jedoch hat er seinen Einfluss nicht völlig eingebüsst, denn es fanden und finden sich die traditionellen Familiennamen des «Daig» gehäuft in den bestimmenden öffentlichen Positionen wieder, darunter:
- Bernoulli
- Burckhardt
- Christ
- Faesch
- Iselin
- Koechlin
- Krayer
- Liechtenhan
- Merian
- Sarasin
- Schlumberger
- Staehelin
- Vischer
- Von der Mühll

Die Geschlossenheit der altbürgerlichen, patrizischen Elite wurde besonders durch eine gezielte Heiratspolitik erreicht, bei der die Männer überwiegend innerhalb des «Daig» heirateten und durch die Kontinuität des Sippschaftsnetzes für die Absicherung des erreichten Wohlstandes und der sozialen Stellung sorgten; die Frauen hingegen transportierten oft durch Heiraten ins neue «Wirtschaftsbürgertum» die Werte nach aussen und trugen so zur Schaffung eines erweiterten Grossbürgertums mit gemeinsamen Wertvorstellungen bei. Dazu gehörte insbesondere der Verzicht auf Reichtum in der Öffentlichkeit. Die zur Schau gestellte Bescheidenheit des «Daig» rührte einerseits von dem stark in der Gesellschaft verwurzelten Pietismus (Frommes Basel) her, anderseits vom Fehlen eines Adels mit vorbildgebender aristokratischer Prachtentfaltung; auch erforderte der Grundkonsens der durch die liberale Revolution von 1847–1848 erreichten Demokratie, die gesellschaftlichen Unterschiede nicht allzu augenfällig werden zu lassen.
Die einzelnen Familien pflegten und pflegen den Zusammenhalt z. T. durch periodische Treffen, sog. Familientage, und durch die Einrichtung von Familienfideikommissen resp. Familienstiftungen. Der Daig ist keine gänzlich abgeschlossene Gesellschaftsschicht. Im 19. Jahrhundert fanden einzelne zugewanderte Familien Zugang zu diesem exklusiven Kreis durch wirtschaftlichen Erfolg (z. B. die Familie Alioth) oder durch wissenschaftliche Leistungen (etwa die Familie Wackernagel).
Die soziale Distanzierung erfolgte vielmehr durch das Mittel der sogenannten «feinen Unterschiede» (in der Eigenwahrnehmung). Zugehörigkeit oder Ausschluss qualifizierten sich durch ungeschriebene Regeln in Bildung, Konsum und Unterhaltung, durch die präzise Anwendung von Umgangsformen, Usanzen oder auch durch den Gebrauch eines eigenen Soziolekts, einer nach dem vom «Daig» früher bevorzugten St.-Alban-Quartier «Dalbenesisch» bezeichneten Sonderform des Baseldeutschen. Dessen Anbindung an den «Daig» ist allgemein bekannt. Im Schweizer Film und Fernsehen werden intelligente Bösewichter oder Snobs oftmals durch die Verwendung eines patrizischen Baslerdialekts in hoher Stimmlage charakterisiert.
Eine weitere Art der Distanzierung ist die Tradition der Familien aus dem «Daig», ihre Briefkästen und Türschilder beispielsweise im St.-Alban-Quartier nur mit den Initialen zu bezeichnen. Die ungeschriebene Botschaft ist: einer, der dazugehört, weiss, wer hier wohnt, andere brauchen es nicht zu wissen.